# Darío Miranda
Miguel Darío Miranda y Gollaz (* 10. Januar 1947 in León, Guanajuato,  Mexiko; † 23. Februar 2012 ebenda), auch bekannt unter dem Spitznamen La Pantera Rosa, war ein mexikanischer Fußballspieler auf der Position des Torwarts.

## Laufbahn
Miranda begann seine Profikarriere in der Saison 1967/68 bei seinem Heimatverein Club León, mit dem er in den Spielzeiten 1970/71 und 1971/72 zweimal in Folge den mexikanischen Pokalwettbewerb und den Supercup gewann und zweimal (1972/73 und 1974/75) Vizemeister der mexikanischen Liga wurde. 
1975 wechselte Miranda zum Atlas Guadalajara, bei dem er bis zum Ende seiner aktiven Laufbahn in der Saison 1979/80 unter Vertrag stand.

## Spitzname
Seinen Spitznamen La Pantera Rosa (dt. Der Rosarote Panther) erhielt er, nachdem er in einem Spiel gegen den Club Necaxa ein pinkfarbenes Torwarttrikot getragen hatte.

## Tod
Darío Miranda verstarb wenige Tage nach einem tragischen Unglücksfall in der Klinik IMSS T1 in seiner Heimatstadt León. Am Sonntag, 19. Februar 2012, hatte Miranda sich in seinem Auto eine Zigarette angezündet. Dabei war das Streichholz nach unten gefallen und hatte sich sofort entzündet, so dass der Wagen innerhalb von wenigen Sekunden in Flammen aufging. Miranda gelang es nicht, sich selbst aus dem brennenden Fahrzeug zu befreien, so dass er auf die Hilfe seiner Familienangehörigen und Nachbarn angewiesen war. Unmittelbar nachdem diese ihn aus dem Wagen befreit hatten, wurde Miranda auf die Intensivstation der Clínica T1 eingewiesen, in der er wenige Tage später seinen Verletzungen erlag. 

## Erfolge
- Mexikanischer Pokalsieger: 1971, 1972
- Mexikanischer Supercup: 1971, 1972